# 끌린 까살롱
《끌린 까살롱》(태국어: กลิ่นกาสะลอง, 영어: Klin Kasalong / The Scent of Memory)은 2019년 방영된 태국의 드라마이다.